# برج الزمالك
برج الزمالك هو برج غير مكتمل يقع في جزيرة الزمالك، القاهرة. كان من المخطط أن يصل طول البرج ل166 متر يضم فندق يتألف من 450 غرفة إلى جانب المطاعم والمتاجر والملهى الليلي.

## التاريخ
بدأ بناء البرج في فترة السبعينات في عهد الرئيس أنور السادات وكان يفترض أن يكون البرج الجزء الأول من مشروع مانهاتن الجديدة في مصر وهو عبارةٌ عن مجموعة من ناطحات السحاب التي تخيّل الرئيس أنور السادات تنصيبها في جزيرة الزمالك وسط النيل، للدلالة على مكانة القاهرة في الساحة الدولية. وتم الانتهاء منه تقريباً إلا أنه لم يفتتح بسبب عدم وجود جراج على الرغم من أن رخصة البناء التي صدرت للمبنى في عام 1972 لم تشترط ذلك ولتجاوز هذة الأزمة طرح مالكي البرج عدة حلول منها إقامة جراج أسفل نادى الجزيرة، أو شراء فيلا مجاورة لتخصيصها جراجًا، أو شراء نقطة شرطة الجزيرة، وإنشاء قسم شرطة على أحدث طراز، ولكن كل هذه الحلول تم رفضها من محافظة القاهرة التي صرحت بأن وجود فندق بهذا الحجم بدون جراج، سوف يسبب أزمة كبيرة وتكدسات مرورية، لا يمكن حلها خاصة أنه يتوسط منطقة لا تستوعب أي سيارات خاصة، مؤكدة أن الحل الوحيد هو إنشاء جراج داخل الفندق نظرا لبعد الأماكن المقترحة لإنشاء جراج خارجه.

وفي فبراير 2025 استحوذت مجموعة المرشدي جروب على برج الزمالك المملوك لأحد، بمبلغ 2.5 مليار جنيه. كما أتفقت مجموعة المرشدي على شراء قطعة أرض غير مستغلة بجوار البرج بمساحة 4000 متر مربع، ستخصص لإنشاء جراج حديث يخدم البرج.  